# Trimetylamin
Trimetylamin är den enklaste tertiära aminen och har formeln (CH3)3N. Den är ett exempel på en s k ammoniakbas.

## Egenskaper
Trimetylamin är en färglös, brandfarlig gas med stark fiskliknande lukt vid mindre koncentrationer och mer ammoniakliknande vid högre koncentration. Den saluförs oftast komprimerad till vätska på gasflaska eller löst i vatten.
Ämnet bildas vid förruttnelse av organiskt material som döda växter och djur. Lukten förknippas ofta med ruttnande fisk, vissa infektioner och dålig andedräkt. Det bildas när kroppen bryter ner kolin eller karnitin. Människor som lider av trimetylaminuri kan inte bryta ner trimetylamin, vilket gör att ämnet utsöndras via illaluktande svett, urin och saliv.
Trimetylamin är basiskt och kan lätt fånga en proton och bilda en positivt laddad Trimethylammonium-jon.

## Framställning
En katalytisk reaktion mellan ammoniak (NH3) och metanol (CH3OH).
{\displaystyle {\rm {3\ CH_{3}OH+NH_{3}\rightarrow (CH_{3})_{3}N+3\ H_{2}O}}}
Reaktionen ger också de andra metylaminerna metylamin (CH3NH2) och dimetylamin ((CH3)2NH).

## Andra ammoniakbaser
1. Adolphe Wurtz metod, 1849 
C2H5NCO + 2KOH = K2CO3 + C2H5NH2
2. August Wilhelm von Hofmanns metod 1850 
C2H5J + NH3 = C2H5NH2 + HJ
3. Nikolaj Zinins metod 1842 
C6H5NO2 + 6H = 2H2O + C6H5NH2

## Användning
Trimetylamin används för framställning av bland annat kolin, tetramethylammoniumhydroxid och phytohormon.